# Okrug Galanta
Okrug Galanta (svk: Okres Galanta) (mađ: Galántai járás) nalazi se u zapadnoj Slovačkoj u Trnavskom kraju .  U okrugu živi 95 210 stanovnika, dok je gustoća naseljenosti 148,36 stan/km². Ukupna površina okruga je 641,71 km². Glavni grad okruga Galanta je istoimeni grad Galanta s 15 358 stanovnika.

## Stanovništvo
| Godina:     | 1994.  | 2004.   | 2014.   | 2024.   |
| ----------- | ------ | ------- | ------- | ------- |
| Broj ljudi: | 93 667 | 94 936  | 93 682  | 95 210  |
| Razlika:    |        | +1,35 % | −1,32 % | +1,63 % |

| Godina:     | 2023.  | 2024.   |
| ----------- | ------ | ------- |
| Broj ljudi: | 95 457 | 95 210  |
| Razlika:    |        | −0,25 % |

Okrug je 2007. godine imao 94.995 stanovnika. U njemu živi velika mađarska manjina koji čine 38,6% stanovništva, dok Slovaka ima 59,5%. 

## Gradovi
- Galanta
- Sereď
- Sládkovičovo

## Općine
| - Abrahám - Čierna Voda - Čierny Brod - Dolná Streda - Dolné Saliby - Dolný Chotár - Gáň - Horné Saliby - Hoste - Jánovce - Jelka | - Kajal - Košúty - Kráľov Brod - Malá Mača - Matúškovo - Mostová - Pata - Pusté Sady - Pusté Úľany - Šalgočka - Šintava | - Šoporňa - Tomášikovo - Topoľnica - Trstice - Váhovce - Veľká Mača - Veľké Úľany - Veľký Grob - Vinohrady nad Váhom - Vozokany - Zemianske Sady |

## Vanjske poveznice
Službena stranica okruga  Arhivirana inačica izvorne stranice od 19. travnja 2006. (Wayback Machine)